# Maria-Ward-Gymnasium Augsburg
Das Maria-Ward-Gymnasium in Augsburg ist ein neusprachliches und wirtschaftswissenschaftliches Gymnasium für Mädchen und Jungen. Schulträger ist das Schulwerk der Diözese Augsburg.

## Geschichte
Im Jahre 1662 gründete die englische Ordensfrau Mary Poyntz (1593–1667) mit neun Mitschwestern das Kloster Herz Jesu und die „Höhere Töchterschule im Englischen Institut“ in Augsburg. Mary Poyntz war eine enge Mitarbeiterin von Maria Ward (1585–1645), der Ordensgründerin der Congregatio Jesu („Englische Fräulein“). In einem Stiftungsbrief des Bischofs Johann Christoph von Freyberg aus dem Jahre 1680 wurden im damaligen Institut sowohl Stricken, Nähen und Sticken, als auch Englisch, Latein, Deutsch, Italienisch und Französisch gelehrt. Seit dem Jahr 1687 befindet sich die Schule und das benachbarte Kloster am heutigen Standort in Augsburg, nördlich des Frauentors in Nachbarschaft zum Karmelitenkloster Augsburg und dem Kanonissenstift St. Stephan. Seit 1930 kann dort die Reifeprüfung abgelegt werden.
Während des Dritten Reiches, genauer zwischen den Jahren 1941 und 1945, wurde der Unterricht durch die Ordensschwestern verboten. Im Jahr 1944 wurde das Schulgebäude bei den Luftangriffen auf Augsburg nahezu vollständig zerstört. Als die Schwestern die Schule 1948 wieder führen durften, wurde das Englische Institut in Gymnasium und Mittelschule (die heutige Maria-Ward-Realschule Augsburg) aufgeteilt.
Im Jahr 1985 wurde das ehemalige Institut der „Englischen“ nach der Ordensgründerin Maria Ward benannt. Schließlich übergab die Ordensgemeinschaft im Jahre 1992 die Trägerschaft an das Schulwerk der Diözese Augsburg.
Bis zum Jahr 2010 war das Maria-Ward-Gymnasium Augsburg ein reines Mädchengymnasium, unterhielt aber in der Kollegstufe eine langjährige Kooperation mit dem Augsburger Knabengymnasium St. Stephan. Seit dem Schuljahr 2010 haben auch Buben die Möglichkeit das Maria-Ward-Gymnasium zumindest in den Ganztagsklassen zu besuchen.

## Aktivitäten
Internationaler Austausch ist ein wichtiger Bestandteil im schulischen Gesamtkonzept für das ehemalige Mädchen-Gymnasium. Für die Schülerinnen und Schüler werden regelmäßig Fahrten zu Partnerschulen in England, Frankreich, Spanien, Italien, Indien, aber auch ins deutsche Pasewalk (Mecklenburg-Vorpommern) veranstaltet. Sportwochen, musische und künstlerische Kurse, sowie Schullandheimwochen runden das Angebot ab.

## Bekannte Schüler
- Marlene Hahn (* 1985), Musikdramaturgin
- Rubi (* 2000), Schauspielerin und Sängerin[4]